# Kỷ Mưu Thú công
Kỷ Mưu Thú công (chữ Hán: 杞谋娶公), là vị vua thứ tư của nước Kỷ - chư hầu nhà Chu trong lịch sử Trung Quốc.
Ông là con của Kỷ Đề công, họ Tự.
Sử ký không nêu rõ thời gian ông làm vua nước Kỷ bắt đầu và kết thúc khi nào. Các sự kiện lịch sử trong thời gian ông làm vua cũng không rõ. Theo Sử ký, sau khi ông mất, con ông là Kỷ Vũ công lên nối ngôi vua, nhưng các sử gia hiện đại căn cứ kết quả khảo cổ xác định sau Kỷ Mưu Thú công là Kỷ bá Mỗi Vong.